# Adnan Hadzic
Adnan Hadzic (født 8. marts 1999) er en norsk fodboldspiller som spiller på midtbane for SønderjyskE.

## Karriere
Hadzic spillede for Ørn-Horten i årene mellem 2015 og 2017, før han skiftede til Start i sommeren 2017. Han fik debut i Eliteserien i marts 2018 mod Tromsø. Han blev indskiftet til fordel for Isaac Twum i en 4–1 sejr.
Den 1. august 2020, skiftede han til Sandnes Ulf på en lejeaftale. Skiftet blev gjort permanent den 11. september, på en kontrakt til december 2022.
Den 13. august 2021, skrev han under med Fredrikstad, på en kontrakt der løb indtil 2024. Den 3. august 2022, blev han købt fri af SønderjyskE. Han har skrevet kontrakt indtil juni 2026 med sønderjyderne.